# VV Leeuwarden in het seizoen 1958/59
Het seizoen 1958/1959 was het vijfde jaar in het bestaan van de Leeuwardense betaaldvoetbalclub Leeuwarden. De club kwam uit in de Eerste divisie A en eindigde daarin op de tweede plaats. Tevens deed de club mee aan het toernooi om de KNVB beker, hierin werd in de derde ronde verloren van Heerenveen (0–1).

## Wedstrijdstatistieken

### Eerste divisie A
|       | AGOVV | Alkmaar '54 | BVV   | D.F.C. | Eindhoven | Fortuna | De Graafschap | Haarlem | Helmond | Limburgia | SVV   | Volendam | VSV   | Wageningen | ZFC   |
| ----- | ----- | ----------- | ----- | ------ | --------- | ------- | ------------- | ------- | ------- | --------- | ----- | -------- | ----- | ---------- | ----- |
| Thuis | 3 – 1 | 0 – 1       | 3 – 3 | 4 – 1  | 4 – 0     | 3 – 0   | 3 – 2         | 6 – 0   | 3 – 0   | 3 – 2     | 4 – 1 | 3 – 3    | 1 – 2 | 5 – 2      | 2 – 4 |
| Uit   | 3 – 1 | 2 – 3       | 0 – 3 | 1 – 0  | 2 – 2     | 2 – 7   | 0 – 2         | 1 – 3   | 3 – 4   | 1 – 2     | 0 – 1 | 3 – 1    | 1 – 2 | 1 – 1      | 3 – 1 |

### KNVB beker
| 1e ronde                                                        | Sneek                                           | 1 – 2 (1 – 1, 1 – 2) Na verlenging | Leeuwarden                        |
| 1 januari 1959 Plaats: Leeuwarden Sportpark De Appelhof         | Bert Bouma 12'                                  |                                    | 63' Gerrit Tardy André Roosenburg |
| 2e ronde                                                        | Leeuwarden                                      | 4 – 2 (1 – 0)                      | Be Quick                          |
| 30 april 1959 Plaats: Leeuwarden Gemeentelijk Sportpark Cambuur | Jaap van Oosten 10', –' Karel van Dijk 80', 83' |                                    | 53' Fré Mensinga Ap Hansems       |
| 3e ronde                                                        | Heerenveen                                      | 1 – 0 (1 – 0)                      | Leeuwarden                        |
| 9 mei 1959 Plaats: Heerenveen J.H. Kruisstraat                  | Jack Oosten 27'                                 |                                    |                                   |

## Statistieken Leeuwarden 1958/1959

### Eindstand Leeuwarden in de Nederlandse Eerste divisie A 1958 / 1959
| Stand | Gespeeld | Gewonnen | Gelijk | Verloren | Punten | Doelpunten voor | Doelpunten tegen |
| ----- | -------- | -------- | ------ | -------- | ------ | --------------- | ---------------- |
| 2e    | 30       | 19       | 4      | 7        | 42     | 80              | 45               |

### Topscorers
| #      | Naam             | Goal |
| ------ | ---------------- | ---- |
| 1.     | André Roosenburg | 31   |
| 2.     | Jan Hoekema      | 15   |
| 3.     | Jan Engelman     | 10   |
| 4.     | Pier Alma        | 7    |
| 5.     | Joop Ruiter      | 6    |
| 5.     | Gerrit Tardy     | 6    |
| 7.     | Jaap van Oosten  | 4    |
| 8.     | Arp Hiemstra     | 1    |
| Totaal | Totaal           | 80   |

| #      | Naam             | Goal |
| ------ | ---------------- | ---- |
| 1.     | Karel van Dijk   | 2    |
| 1.     | Jaap van Oosten  | 2    |
| 3.     | André Roosenburg | 1    |
| 3.     | Gerrit Tardy     | 1    |
| Totaal | Totaal           | 6    |